# Ädelcypress-släktet
Ädelcypress-släktet (Chamaecyparis) är ett barrträdssläkte, tillhörigt familjen cypressväxter (Cupressaceae) och som beskrevs av Édouard Spach.
Fyra arter finns i Nordamerika, samt tre i Japan och på Formosa. Fem av arterna odlas i Sverige: Chamaecyparis nootkatensis (nutkacypress), Chamaecyparis pisifera (ärtcypress), Chamaecyparis obtusa (även kallad fusinoki, kinoki eller japansk cypress), Chamaecyparis lawsoniana (ädelcypress) och Chamaecyparis thyoides (vitcypress).
xCupressocyparis är ett hybridsläkte som uppstått genom korsning av nutkacypress (Chamaecyparis nootkatensis) och montereycypress (Cupressus macrocarpa). Hit förs bland annat leylandcypress.